# Mads B. Hansen
Mads Brink Hansen (født 1980) er en dansk atlet. Han er medlem i Hvidovre AM. Tidligere i AGF (2003-2004) og Skovbakken (-2002).
Mads B. Hansen vandt fem danske juniormesterskaber i trespring, og har som senior vundet fem DM-medaljer.

## Danske mesterskaber
- Bronze 2011 Trespring-inde  14,28
- Bronze 2010 Trespring  14,05
- Sølv 2010 Trespring  14,17w
- Bronze 2006  Trespring  14,12
- Bronze 2004  Trespring inde  13,94
- Bronze 2003  Trespring  14,35

### Danske U23-mesterskaber
- Guld 2002 Trespring  13,96w
- Sølv 2002  Længdespring  5,82
- Guld 2002  Trespring inde  13,52
- Sølv 2002  Længdespring  inde  6,08
- Guld 2001  Trespring inde  13,93
- Guld 2000  Trespring inde  13,73

### Danske juniormesterskaber -19 år
- Guld 1999  Trespring inde  13,48

## Ekstern henvisning
- Statletik.dk – Profil – Mads B. Hansen (Webside ikke længere tilgængelig)
- DAF i tal – Mads B. Hansen Arkiveret 6. juni 2007 hos  Wayback Machine

|  | Artiklen om Mads B. Hansen kan blive bedre, hvis der indsættes et (bedre) billede Du kan hjælpe ved at afsøge Wikimedia Commons for et passende billede eller uploade et godt billede til Wikimedia Commons iht. de tilladte licenser og indsætte det i artiklen. |